# Censo dos Estados Unidos de 2000
O Vigésimo-segundo censo dos Estados Unidos da América, executado pelo United States Census Bureau, determinou que a população residente nos Estados Unidos em 1 de abril de 2000 era de 281 421 906, um incremento de 13,2% face às 248 709 873 pessoas registadas durante o censo de 1990. Foi a mais complexa operação censitária nos Estados Unidos até à data.
A população residente dos Estados Unidos inclui a quantidade total de habitantes nos 50 estados e no Distrito de Colúmbia. Também foram contados os residentes do estado livre associado de Porto Rico, cuja população foi contada em 3 808 610, um aumento de 8,1% face a dez anos antes.

## Perfil demográfico
O Census Bureau registou os seguintes dados sobre a população dos Estados Unidos:
- 75,1% da população era de etnia branca.
- 12,3% da população era de etnia negra ou descendentes de afro-americanos.
- 12,5% da população era hispânica, 9% mais que em 1990.
- 3,6% da população era de etnia asiática.
- Entre 1990 e 2000, a população com idade entre os 45 e 54 anos cresceu 49%, e a de mais de 85 anos cresceu 38%.
- As mulheres superavam em número os homens à razão de 2 para 1 na classe etária de mais de 85 anos.
- Um entre cada 5 adultos teve algum tipo de invalidez em 1997.
- Desde 1993 o rendimento do lar, tanto para famílias como para não-famílias, aumentou.
- 51% dos lares tinha um computador e 41% tinha algum tipo de aceso à Internet.
- Os casais casados e sem filhos tinham a menor taxa de pobreza.
- Os pobres, independentemente da sua idade, tinham maior probabilidade de não serem cobertos por seguros de saúde.
- O número de estudantes de escolas primárias e secundárias quase chegou ao máximo histórico de 49 milhões alcançado em 1970.

## Divisão da população por estados
O estado mais povoado foi a Califórnia com 33 871 648 pessoas, e o menos povoado era o Wyoming com 493 782 habitantes. O estado que mais cresceu em número de residentes foi a Califórnia, com 4 111 627, e em taxa de aumento percentual foi o Nevada, com um incremento de 66,3% (769 424 habitantes) desde 1990.
| Ranking | Estado               | População  | Região       |
| ------- | -------------------- | ---------- | ------------ |
| 01      | Califórnia           | 33,871,648 | Oeste        |
| 02      | Texas                | 20,851,820 | Sul          |
| 03      | Nova Iorque          | 18,976,457 | Nordeste     |
| 04      | Flórida              | 15,982,378 | Sul          |
| 05      | Illinois             | 12,419,293 | Centro-Oeste |
| 06      | Pensilvânia          | 12,281,054 | Nordeste     |
| 07      | Ohio                 | 11,353,140 | Centro-Oeste |
| 08      | Michigan             | 9,938,444  | Centro-Oeste |
| 09      | Nova Jérsia          | 8,414,350  | Nordeste     |
| 10      | Geórgia              | 8,186,453  | Sul          |
| 11      | Carolina do Norte    | 8,049,313  | Sul          |
| 12      | Virgínia             | 7,078,515  | Sul          |
| 13      | Massachusetts        | 6,349,097  | Nordeste     |
| 14      | Indiana              | 6,080,485  | Centro-Oeste |
| 15      | Washington           | 5,894,121  | Oeste        |
| 16      | Tennessee            | 5,689,283  | Sul          |
| 17      | Missouri             | 5,595,211  | Centro-Oeste |
| 18      | Wisconsin            | 5,363,675  | Centro-Oeste |
| 19      | Maryland             | 5,296,486  | Sul          |
| 20      | Arizona              | 5,130,632  | Oeste        |
| 21      | Minnesota            | 4,919,479  | Centro-Oeste |
| 22      | Luisiana             | 4,468,976  | Sul          |
| 23      | Alabama              | 4,447,100  | Sul          |
| 24      | Colorado             | 4,301,261  | Oeste        |
| 25      | Kentucky             | 4,041,769  | Sul          |
| 26      | Carolina do Sul      | 4,012,012  | Sul          |
| 27      | Oklahoma             | 3,450,654  | Sul          |
| 28      | Oregon               | 3,421,399  | Oeste        |
| 29      | Connecticut          | 3,405,565  | Nordeste     |
| 30      | Iowa                 | 2,926,324  | Centro-Oeste |
| 31      | Mississippi          | 2,844,658  | Sul          |
| 32      | Kansas               | 2,688,418  | Centro-Oeste |
| 33      | Arkansas             | 2,673,400  | Sul          |
| 34      | Utah                 | 2,233,169  | Oeste        |
| 35      | Nevada               | 1,998,257  | Oeste        |
| 36      | Novo México          | 1,819,046  | Oeste        |
| 37      | Virgínia Ocidental   | 1,808,344  | Sul          |
| 38      | Nebraska             | 1,711,263  | Centro-Oeste |
| 39      | Idaho                | 1,293,953  | Oeste        |
| 40      | Maine                | 1,274,923  | Nordeste     |
| 41      | Nova Hampshire       | 1,235,786  | Nordeste     |
| 42      | Havaí                | 1,211,537  | Oeste        |
| 43      | Rhode Island         | 1,048,319  | Nordeste     |
| 44      | Montana              | 902,195    | Oeste        |
| 45      | Delaware             | 783,600    | Sul          |
| 46      | Dakota do Sul        | 754,844    | Centro-Oeste |
| 47      | Dakota do Norte      | 642,200    | Centro-Oeste |
| 48      | Alasca               | 626,932    | Oeste        |
| 49      | Vermont              | 608,827    | Nordeste     |
| x       | Distrito de Colúmbia | 572,059    | Sul          |
| 50      | Wyoming              | 493,782    | Oeste        |

## População por cidade
| Ranking | Cidade           | Estado               | População | Região       |
| ------- | ---------------- | -------------------- | --------- | ------------ |
| 01      | Nova Iorque      | Nova Iorque          | 8,008,278 | Nordeste     |
| 02      | Los Angeles      | Califórnia           | 3,694,820 | Oeste        |
| 03      | Chicago          | Illinois             | 2,896,016 | Centro-Oeste |
| 04      | Houston          | Texas                | 1,953,631 | Sul          |
| 05      | Filadélfia       | Pensilvânia          | 1,517,550 | Nordeste     |
| 06      | Phoenix          | Arizona              | 1,321,045 | Oeste        |
| 07      | San Diego        | Califórnia           | 1,223,400 | Oeste        |
| 08      | Dallas           | Texas                | 1,188,580 | Sul          |
| 09      | San Antonio      | Texas                | 1,144,646 | Sul          |
| 10      | Detroit          | Michigan             | 951,270   | Centro-Oeste |
| 11      | San José         | Califórnia           | 894,943   | Oeste        |
| 12      | Indianápolis     | Indiana              | 791,926   | Centro-Oeste |
| 13      | São Francisco    | Califórnia           | 776,733   | Oeste        |
| 14      | Jacksonville     | Flórida              | 735,617   | Sul          |
| 15      | Columbus         | Ohio                 | 711,470   | Centro-Oeste |
| 16      | Austin           | Texas                | 656,562   | Sul          |
| 17      | Baltimore        | Maryland             | 651,154   | Sul          |
| 18      | Memphis          | Tennessee            | 650,100   | Sul          |
| 19      | Milwaukee        | Wisconsin            | 596,974   | Centro-Oeste |
| 20      | Boston           | Massachusetts        | 589,141   | Nordeste     |
| 21      | Washington       | Distrito de Colúmbia | 572,059   | Sul          |
| 22      | Nashville        | Tennessee            | 569,891   | Sul          |
| 23      | El Paso          | Texas                | 563,662   | Sul          |
| 24      | Seattle          | Washington           | 563,374   | Oeste        |
| 25      | Denver           | Colorado             | 554,636   | Oeste        |
| 26      | Charlotte        | Carolina do Norte    | 540,828   | Sul          |
| 27      | Fort Worth       | Texas                | 534,694   | Sul          |
| 28      | Portland         | Óregon               | 529,121   | Oeste        |
| 29      | Oklahoma City    | Oklahoma             | 506,132   | Sul          |
| 30      | Tucson           | Arizona              | 486,699   | Oeste        |
| 31      | Nova Orleães     | Luisiana             | 484,674   | Sul          |
| 32      | Las Vegas        | Nevada               | 478,434   | Oeste        |
| 33      | Cleveland        | Ohio                 | 478,403   | Centro-Oeste |
| 34      | Long Beach       | Califórnia           | 461,522   | Oeste        |
| 35      | Albuquerque      | Novo México          | 448,607   | Oeste        |
| 36      | Kansas City      | Missouri             | 441,545   | Centro-Oeste |
| 37      | Fresno           | Califórnia           | 427,652   | Oeste        |
| 38      | Virginia Beach   | Virgínia             | 425,257   | Sul          |
| 39      | San Juan         | Porto Rico           | 421,958   | Território   |
| 40      | Atlanta          | Geórgia              | 416,474   | Sul          |
| 41      | Sacramento       | Califórnia           | 407,018   | Oeste        |
| 42      | Oakland          | Califórnia           | 399,484   | Oeste        |
| 43      | Mesa             | Arizona              | 396,375   | Oeste        |
| 44      | Tulsa            | Oklahoma             | 393,049   | Sul          |
| 45      | Omaha            | Nebraska             | 390,007   | Centro-Oeste |
| 46      | Minneapolis      | Minnesota            | 382,618   | Centro-Oeste |
| 47      | Honolulu         | Havaí                | 371,657   | Oeste        |
| 48      | Miami            | Flórida              | 362,470   | Sul          |
| 49      | Colorado Springs | Colorado             | 360,890   | Oeste        |
| 50      | St. Louis        | Missouri             | 348,189   | Centro-Oeste |
| 51      | Wichita          | Kansas               | 344,284   | Centro-Oeste |
| 52      | Santa Ana        | Califórnia           | 337,977   | Oeste        |
| 53      | Pittsburgh       | Pensilvânia          | 334,563   | Nordeste     |
| 54      | Arlington        | Texas                | 332,969   | Sul          |
| 55      | Cincinnati       | Ohio                 | 331,285   | Centro-Oeste |
| 56      | Anaheim          | Califórnia           | 328,014   | Oeste        |
| 57      | Toledo           | Ohio                 | 313,619   | Centro-Oeste |
| 58      | Tampa            | Flórida              | 303,447   | Sul          |
| 59      | Buffalo          | Nova Iorque          | 292,648   | Nordeste     |
| 60      | Saint Paul       | Minnesota            | 287,151   | Centro-Oeste |
| 61      | Corpus Christi   | Texas                | 277,454   | Sul          |
| 62      | Aurora           | Colorado             | 276,393   | Oeste        |
| 63      | Raleigh          | Carolina do Norte    | 276,093   | Sul          |
| 64      | Newark           | Nova Jérsia          | 273,546   | Nordeste     |
| 65      | Lexington        | Kentucky             | 260,512   | Sul          |
| 66      | Anchorage        | Alasca               | 260,283   | Oeste        |
| 67      | Louisville       | Kentucky             | 256,231   | Sul          |
| 68      | Riverside        | Califórnia           | 255,166   | Oeste        |
| 69      | São Petersburgo  | Flórida              | 248,232   | Sul          |
| 70      | Bakersfield      | Califórnia           | 247,057   | Oeste        |
| 71      | Stockton         | Califórnia           | 243,771   | Oeste        |
| 72      | Birmingham       | Alabama              | 242,820   | Sul          |
| 73      | Jersey City      | Nova Jérsia          | 240,055   | Nordeste     |
| 74      | Norfolk          | Virgínia             | 234,403   | Sul          |
| 75      | Baton Rouge      | Luisiana             | 227,818   | Sul          |
| 76      | Hialeah          | Flórida              | 226,419   | Sul          |
| 77      | Lincoln          | Nebraska             | 225,581   | Centro-Oeste |
| 78      | Greensboro       | Carolina do Norte    | 223,891   | Sul          |
| 79      | Plano            | Texas                | 222,030   | Sul          |
| 80      | Rochester        | Nova Iorque          | 219,773   | Nordeste     |
| 81      | Glendale         | Arizona              | 218,812   | Oeste        |
| 82      | Akron            | Ohio                 | 217,074   | Centro-Oeste |
| 83      | Garland          | Texas                | 215,768   | Sul          |
| 84      | Madison          | Wisconsin            | 208,054   | Centro-Oeste |
| 85      | Fort Wayne       | Indiana              | 205,727   | Centro-Oeste |
| 86      | Bayamón          | Porto Rico           | 203,499   | Território   |
| 87      | Fremont          | Califórnia           | 203,413   | Oeste        |
| 88      | Scottsdale       | Arizona              | 202,705   | Oeste        |
| 89      | Montgomery       | Alabama              | 201,568   | Sul          |
| 90      | Shreveport       | Luisiana             | 200,145   | Sul          |
| 91      | Augusta          | Geórgia              | 199,775   | Sul          |
| 92      | Lubbock          | Texas                | 199,564   | Sul          |
| 92      | Chesapeake       | Virgínia             | 199,184   | Sul          |
| 94      | Mobile           | Alabama              | 198,915   | Sul          |
| 95      | Des Moines       | Iowa                 | 198,682   | Centro-Oeste |
| 96      | Grand Rapids     | Michigan             | 197,800   | Centro-Oeste |
| 97      | Richmond         | Virgínia             | 197,790   | Sul          |
| 98      | Yonkers          | Nova Iorque          | 196,086   | Nordeste     |
| 99      | Spokane          | Washington           | 195,629   | Oeste        |
| 100     | Glendale         | Califórnia           | 194,973   | Oeste        |

## Alterações face à década anterior
Por região os Sul dos Estados Unidos e o Oeste foram as que mais cresceram em habitantes, com 14 790 890 e 10 411 850, respetivamente. O Nordeste dos Estados Unidos cresceu 2 785 149 e a região Centro-Oeste cresceu 4 724 144.

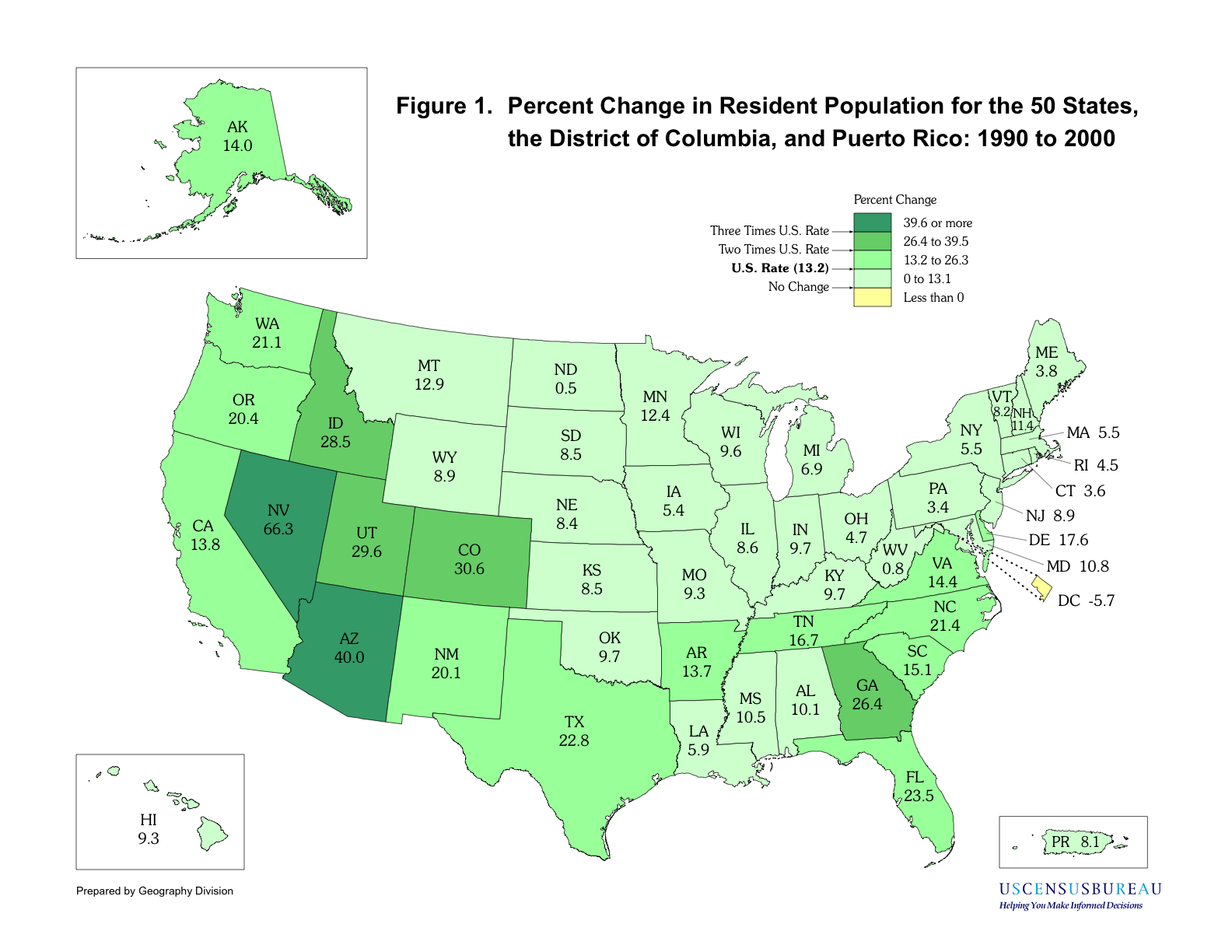
Percentagem de aumento populacional em cada estado, censo de 2000

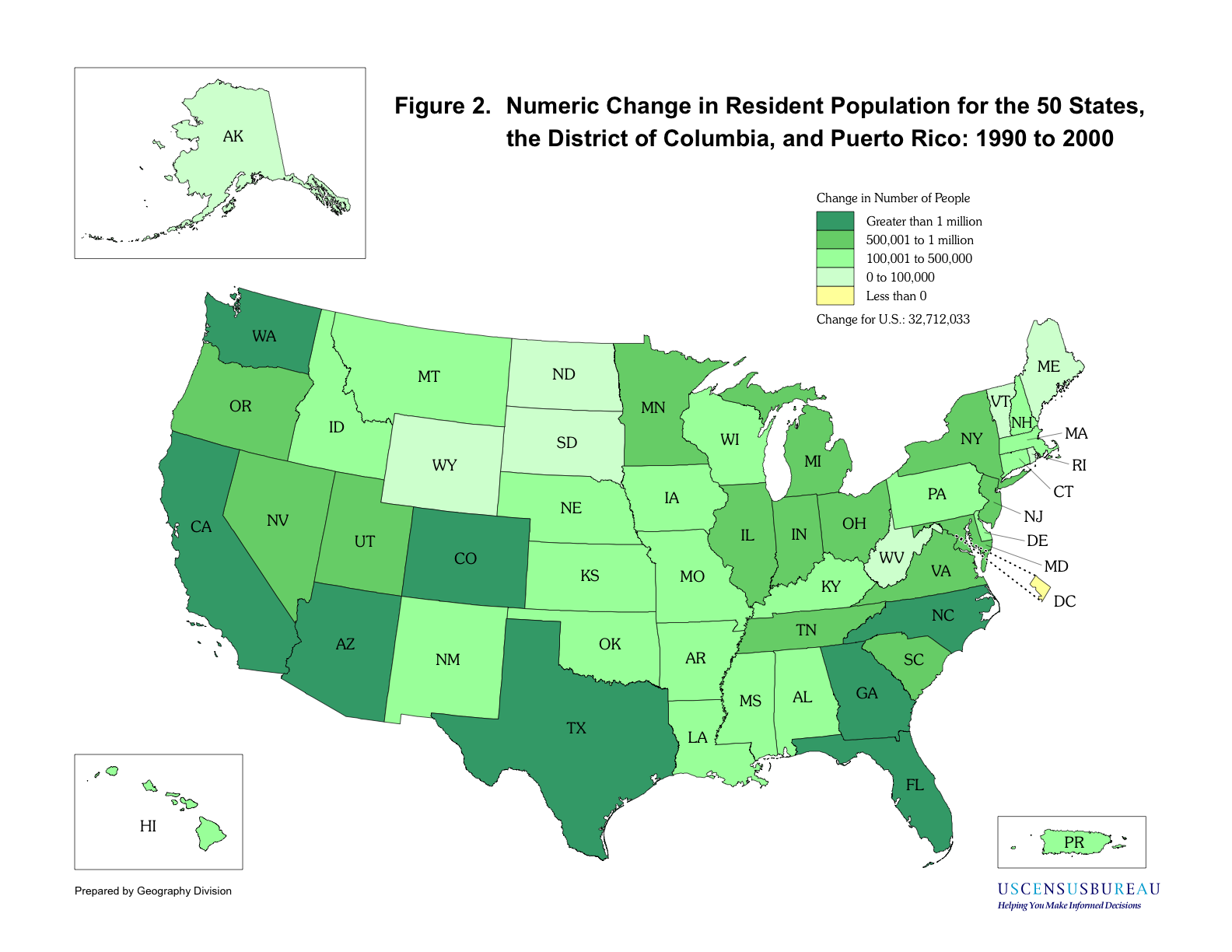
Alteração populacional em cada estado, censo de 2000

## Idiomas
A Modern Language Association encarrega-se de investigar e detalhar dados sobre os 36 idiomas e 7 grupos de línguas mais comuns. A língua inglesa predominava como língua principal, sendo falada em casa por 82,12% da população. Os 17,88% restantes dividiam-se da seguinte forma (só se assinalam os idiomas que contribuíam com mais de 1%):
1. Espanhol ou línguas crioulas baseados em espanhol (59,8%)
2. Francês ou línguas crioulas baseados em francês (4,47%)
3. Chinês (4,31%)
4. Alemão (2,59%)
5. Tagalog (2,61%)
6. Vietnamita (2,15%)
7. Italiano (2,15%)
8. Coreano (1,90%)
9. Russo (1,50%)
10. Polaco (1,42%)
11. Árabe (1,31%)
12. Português ou línguas crioulas baseados em português (1,20%)
13. Japonês (1,02%)

## Representação governamental

Redistribuição dos lugares para a Câmara dos Representantes dos Estados Unidos com base no censo de 2000.

Desde o primeiro censo, realizado em 1790, a contagem em cada década tem sido a base para a forma de governo representativo dos Estados Unidos. O Artigo I, Secção II, especifica que "o número de representantes não pode exceder 1 por cada 30 000 habitantes, e cada estado deve ter pelo menos um representante". Com 435 lugares na Câmara dos Representantes dos Estados Unidos, o recenseamento é importante para este equilíbrio.